# لقمانی (نام خانوادگی)
لقمانی (منسوب به لقمان) یک نام خانوادگی است. افراد شاخص با این نام از این قرارند:
- عبدالله لقمانی، سیاست‌مدار اهل افغانستان
- علی لقمانی، مدیر فیلم‌برداری اهل ایران